# Hypnotize (песня System of a Down)
«Hypnotize» — первый сингл с одноимённого альбома американской группы System of a Down, вышедший в 2005 году. Сингл достиг первой строчки чарта Billboard’s Hot Modern Rock Tracks и стал самым успешным синглом группы за пределами США.

## Музыка
Как и во многих песнях двойного альбома Mezmerize/Hypnotize, гитарист Дарон Малакян выступает в качестве полноценного вокалиста. Сочетание высокого и резкого вокала Дарона с низким мягким вокалом Сержа даёт композиции большой диапазон.

## Смысл песни
Текст куплетов обращается к событиям на площади Тяньаньмэнь 1989 года и пропаганде, наносящей вред всему человечеству. Текст припева («I’m just sitting in my car and waiting for my girl») никак не связан с текстом куплетов. В интервью каналу MTV Дарон сказал, что он и вправду писал песню, сидя в машине и ожидая свою девушку. Возможно, с точки зрения слушателя, это можно расценить как отсылку к обычной жизни «простаков», упоминавшимся в песне как целевая аудитория пропаганды. Другое значение слов припева заключается в том, что, хоть пропаганда и безудержна, наша жизнь идёт своим чередом.

## Список композиций
- Все живые композиции были записаны на фестивале «Hurricane 2005», за исключением помеченных.

CD1
| №  | Название                      | Текст песни     | Музыка           | Длительность |
| -- | ----------------------------- | --------------- | ---------------- | ------------ |
| 1. | «Hypnotize»                   | Малакян, Танкян | Малакян , Танкян | 3:09         |
| 2. | «Science» (Концертная запись) | Танкян          | Малакян          | 2:37         |

CD2
| №  | Название                       | Текст песни                | Музыка  | Длительность |
| -- | ------------------------------ | -------------------------- | ------- | ------------ |
| 1. | «Hypnotize»                    | Малакян, Танкян            | Малакян | 3:09         |
| 2. | «Mr. Jack» (Концертная запись) | Серж Танкян, Дарон Малакян | Малакян |              |
| 3. | «War?»                         | Танкян                     | Малакян |              |

Макси-сингл
| №  | Название                       | Текст песни     | Музыка  | Длительность |
| -- | ------------------------------ | --------------- | ------- | ------------ |
| 1. | «Hypnotize»                    | Малакян, Танкян | Малакян | 3:09         |
| 2. | «Science» (Концертная запись)  | Танкян          | Малакян |              |
| 3. | «Mr. Jack» (Концертная запись) | Танкян, Малакян | Малакян |              |
| 4. | «War?» (Концертная запись)     | Танкян          | Малакян |              |
| 5. | «Forest» (Концертная запись)   | Танкян          | Малакян |              |

7" LE сингл
| №  | Название                     | Текст песни     | Музыка  | Длительность |
| -- | ---------------------------- | --------------- | ------- | ------------ |
| 1. | «Hypnotize»                  | Малакян, Танкян | Малакян | 3:09         |
| 2. | «Forest» (Концертная запись) | Танкян          | Малакян |              |

Сингл для iTunes
| №  | Название                                                    | Текст песни     | Музыка  | Длительность |
| -- | ----------------------------------------------------------- | --------------- | ------- | ------------ |
| 1. | «Hypnotize»                                                 | Малакян, Танкян | Малакян | 3:09         |
| 2. | «Science» (видео с концерта London Astoria)                 | Танкян          | Малакян |              |
| 3. | «Psycho» (видео с концерта London Astoria - Clean/Explicit) | Танкян, Малакян | Малакян |              |